# Teklit Teweldebrhan
Teklit Teweldebrhan (* 1. Oktober 1993 in Adi Zemer) ist ein eritreischer Mittelstreckenläufer.

## Werdegang
Teklit Teweldebrhan belegte bei den Leichtathletik-Juniorenweltmeisterschaften 2012 im 1500-Meter-Lauf den fünften Platz. Wenige Wochen später startete er im Alter von 18 Jahren bei den Olympischen Spielen 2012 im 1500-Meter-Lauf von London, schied jedoch bereits im Vorlauf aus.